# Norm – König der Arktis
Norm – König der Arktis (Originaltitel: Norm of the North) ist ein US-amerikanisch-indisch-irischer Computeranimationsfilm aus dem Jahr 2016. Der Film wurde in Deutschland am 9. Dezember 2016 als Direct-to-DVD veröffentlicht.

## Handlung
Eisbär Norm ist der Prinz der Arktis. In seiner Jugend entwickelt er, wie sein Großvater, die Fähigkeit, mit Menschen kommunizieren zu können, weshalb er von den anderen Tieren ausgeschlossen wird. Nur Sokrates, ein weiser Vogel, und Elizabeth, Norms Geliebte, akzeptieren ihn.
Jahre später, als Norms Großvater auf mysteriöse Weise verschwindet, stürmen Touristen die Arktis. Sokrates zeigt Norm und drei Lemmingen eine luxuriöse Wohnung, die auf dem Eis der Arktis erbaut wurde. In dieser Wohnung lebt die menschliche Vera, eine Stellvertreterin für den reichen Bauunternehmer Mr. Greene. Nachdem Norm Vera vor einer Lawine rettet, will Mr. Greene einen Schauspieler in Eisbärenkostüm in seine Werbekampagne einbauen. Sokrates überredet Norm und die Lemminge, die Arktis zu verlassen und eine Reise nach New York City aufzunehmen.
In der Stadt angekommen, täuscht Norm vor, ein Schauspieler in Bärenkostüm zu sein und besucht das Vorsprechen für Mr. Greenes Werbespot. Greene bemerkt, dass Norm ein echter Eisbär ist und vermutet, dass er gekommen ist, um seinen Großvater zu befreien. Es stellt sich heraus, dass dieser von Greene eingefangen und in New York festgehalten wird. Später versucht Mr. Greene Norm in einem Restaurant zu erschießen, wird jedoch von Norm überwältigt. Dies zieht die Aufmerksamkeit der Medien auf Norm, sodass Mr. Greenes Einschaltquoten steigen. Aufgrund dessen beschließt Greene, Norm schließlich doch einzustellen.
Vor einem Auftritt in einer Fernsehsendung, trifft Norm auf Veras Tochter Olympia, die ihm rät, Greene zu verraten, um die Arktis zu retten. Norm will dem nachgehen, scheitert jedoch, als Mr. Greene eine Aufnahme abspielt, in der sich Norm positiv über Greenes Baupläne äußert.
Vera und Olympia teilen mit, dass Greene weitere Immobilien in der Arktis plant. Norm und die Lemminge decken auf, dass Greene ein hohes Mitglied des Arktischen Rats besticht und geben dies an Pablo, einer von Greenes Investoren, weiter. Vera tritt als Stellvertreterin zurück und wechselt zu Pablo, während Norm und die Lemminge den Transporter verfolgen, der samt Fertighäuser auf dem Weg zum Hafen ist.
Greene entsendet einen weiteren Truck, in dem sich Norms Großvater befindet. Norm wird ebenfalls eingefangen, schafft es jedoch mit Hilfe der Lemminge zu entkommen. Norm und sein Großvater erreichen den Hafen rechtzeitig und trennen die Häuser vom ablegenden Frachtschiff. Norm wird erneut eingefangen und bewusstlos geschlagen.
Norm erwacht in der Arktis, wo ihm mitgeteilt wird, dass sein Großvater verschollen ist. Als Belohnung für seine Heldentaten wird Norm zum König der Arktis gekrönt. Zu Norms Überraschung erscheint auch sein Großvater zur Zeremonie. Unterdessen wird Mr. Greene von den Leuten für seine Pläne gehasst, Vera und Olympia sind mit Pablo, ihrem neuen Vorgesetzten, zufrieden und Norm und Elizabeth haben drei Junge.

## Synchronisation
Das Dialogbuch und die Dialogregie schrieb und führte Henning Stegelmann.
| Rolle      | Originalsprecher | Deutsche Sprecher  |
| ---------- | ---------------- | ------------------ |
| Norm       | Rob Schneider    | Dominik Auer       |
| Elizabeth  | Kate Higgins     | Anna Ewelina       |
| Großvater  | Colm Meaney      | Thomas Rauscher    |
| Mr. Greene | Ken Jeong        | Hans-Georg Panczak |
| Sokrates   | Bill Nighy       | Kai Taschner       |
| Vera       | Heather Graham   | Tatjana Pokorny    |
| Olympia    | Maya Kay         | Elena Spatz        |
| Stan       | Gabriel Iglesias | Nils Dienemann     |
| Pablo      | Gabriel Iglesias | Gerhard Jilka      |

## Rezeption
Der Film wurde weltweit negativ aufgenommen, wobei Animation und Handlung besonders kritisiert wurden. Bei Rotten Tomatoes fielen 9 % von 65 Kritiken positiv aus, mit einer Durchschnittswertung von 3,1 von 10. Bei Metacritic erreichte der Film lediglich 21 von 100 Punkten basierend auf 18 Kritiken.

„Billig und freudlos. Norms Sympathien schmelzen schneller als die Polkappen. Mit Figuren, denen so komplett jeder Charme und Unterhaltungswert fehlt, würde wohl sogar David Attenborough zur Robbenjagd aufrufen.“

Mit einem Budget von 18 Millionen US-Dollar nahm der Film weltweit 27,4 Millionen Dollar ein und gilt somit als kommerzieller Erfolg.

## Fortsetzungen
Schon vor der Veröffentlichung des Films wurden zwei 45-Minuten-lange Fortsetzungen mit den Titeln Norm of the North: Back to the City und Norm of the North: The Arctic All-Stars angekündigt.